# 2016 w lekkoatletyce
2016 w lekkoatletyce – prezentacja sezonu 2016 w lekkoatletyce
Najważniejszą imprezą sezonu były rozegrane w połowie sierpnia zawody lekkoatletyczne podczas igrzysk olimpijskich w Rio de Janeiro. Nowością w kalendarzu będą mistrzostwa Europy juniorów młodszych, które odbędą się w Tbilisi. Rozgrywany dotychczas puchar świata w chodzie sportowym zostanie zastąpiony drużynowymi mistrzostwami świata w chodzie.

## Zawody międzynarodowe

### Światowe
| Zawody                                           | Miejsce        | Data           | Źródło |
| ------------------------------------------------ | -------------- | -------------- | ------ |
| Igrzyska olimpijskie                             | Rio de Janeiro | 12–21 sierpnia | [ 1 ]  |
| Halowe mistrzostwa świata                        | Portland       | 17–20 marca    | [ 2 ]  |
| Mistrzostwa świata juniorów                      | Bydgoszcz      | 19–26 lipca    | [ 3 ]  |
| Mistrzostwa świata w półmaratonie                | Cardiff        | 26 marca       | [ 4 ]  |
| Drużynowe mistrzostwa świata w chodzie sportowym | Rzym           | 7–8 maja       | [ 5 ]  |

### Międzykontynentalne
| Zawody                         | Miejsce        | Data       | Źródło |
| ------------------------------ | -------------- | ---------- | ------ |
| Mistrzostwa ibero-amerykańskie | Rio de Janeiro | 14–16 maja | [ 6 ]  |

### Kontynentalne

#### Afryka
| Zawody                                    | Miejsce | Data          | Źródło |
| ----------------------------------------- | ------- | ------------- | ------ |
| Mistrzostwa Afryki                        | Durban  | 22–26 czerwca | [ 7 ]  |
| Mistrzostwa Afryki w biegach przełajowych | Jaunde  | 12 marca      | [ 8 ]  |

#### Ameryka Północna, Południowa i Karaiby
| Zawody                                             | Miejsce        | Data           | Źródło |
| -------------------------------------------------- | -------------- | -------------- | ------ |
| Mistrzostwa NACAC w wielobojach                    | Ottawa         | 17–18 czerwca  | [ 9 ]  |
| CARIFTA Games                                      | Saint George’s | 26–28 marca    | [ 10 ] |
| Młodzieżowe mistrzostwa NACAC                      | San Salvador   | 15–17 lipca    | [ 11 ] |
| Młodzieżowe mistrzostwa Ameryki Południowej        | Lima           | 24–25 września | [ 12 ] |
| Mistrzostwa Ameryki Południowej juniorów młodszych | Concordia      | 4–6 listopada  | [ 13 ] |

#### Azja
| Zawody                                  | Miejsce     | Data         | Źródło |
| --------------------------------------- | ----------- | ------------ | ------ |
| Halowe mistrzostwa Azji                 | Doha        | 19–21 lutego | [ 14 ] |
| Mistrzostwa Azji w biegach przełajowych | Manama      | 29 lutego    | [ 15 ] |
| Mistrzostwa Azji juniorów               | Ho Chi Minh | 2–4 czerwca  | [ 16 ] |

#### Europa
| Zawody                                    | Miejsce   | Data        | Źródło |
| ----------------------------------------- | --------- | ----------- | ------ |
| Mistrzostwa Europy                        | Amsterdam | 6–10 lipca  | [ 17 ] |
| Mistrzostwa Europy juniorów młodszych     | Tbilisi   | 14–17 lipca | [ 18 ] |
| Mistrzostwa Europy w biegach przełajowych | Chia      | 11 grudnia  | [ 19 ] |
| Puchar Europy w rzutach lekkoatletycznych | Arad      | 12–13 marca | [ 20 ] |
| Puchar Europy w biegu na 10 000 m         | Mersin    | 5 czerwca   | [ 21 ] |

## Mistrzostwa krajowe
| Kraj              | Zawody                                  | Miejsce      | Data                | Źródło |
| ----------------- | --------------------------------------- | ------------ | ------------------- | ------ |
| Australia         | Mistrzostwa Australii                   | Sydney       | 31 marca–3 kwietnia | [ 22 ] |
| Indie             | Mistrzostwa Indii                       | Nowe Delhi   | 28–30 kwietnia      | [ 23 ] |
| Polska            | Halowe mistrzostwa Polski seniorów      | Toruń        | 5–6 marca           | [ 24 ] |
| Polska            | Mistrzostwa Polski seniorów             | Bydgoszcz    | 24–26 czerwca       | [ 25 ] |
| Południowa Afryka | Mistrzostwa Południowej Afryki          | Stellenbosch | 15–16 kwietnia      | [ 26 ] |
| Stany Zjednoczone | Halowe mistrzostwa Stanów Zjednoczonych | Portland     | 11–12 marca         | [ 27 ] |

## Rekordy

### Rekordy świata

#### Hala

##### Mężczyźni
| Konkurencja    | Zawodnik          | Reprezentacja | Rezultat | Miejsce   | Data      |
| -------------- | ----------------- | ------------- | -------- | --------- | --------- |
| Bieg na 500 m  | Abd al-Ilah Harun | Katar         | 59,83    | Sztokholm | 17 lutego |
| Bieg na 1000 m | Ayanleh Souleiman | Dżibuti       | 2:14,20  | Sztokholm | 17 lutego |

##### Kobiety
| Konkurencja   | Zawodnik       | Reprezentacja     | Rezultat | Miejsce   | Data      |
| ------------- | -------------- | ----------------- | -------- | --------- | --------- |
| Bieg na milę  | Genzebe Dibaba | Etiopia           | 4:13,31  | Sztokholm | 17 lutego |
| Skok o tyczce | Jennifer Suhr  | Stany Zjednoczone | 5,03     | Brockport | 23 lutego |

#### Stadion

##### Mężczyźni
| Konkurencja   | Zawodnik          | Reprezentacja     | Rezultat | Miejsce        | Data        |
| ------------- | ----------------- | ----------------- | -------- | -------------- | ----------- |
| Bieg na 400 m | Wayne van Niekerk | Południowa Afryka | 43,03    | Rio de Janeiro | 14 sierpnia |

##### Kobiety
| Konkurencja                   | Zawodnik         | Reprezentacja     | Rezultat | Miejsce        | Data        |
| ----------------------------- | ---------------- | ----------------- | -------- | -------------- | ----------- |
| Bieg na 10 000 m              | Almaz Ayana      | Etiopia           | 29:17,45 | Rio de Janeiro | 12 sierpnia |
| Bieg na 100 m przez płotki    | Kendra Harrison  | Stany Zjednoczone | 12,20    | Londyn         | 22 lipca    |
| Bieg na 3000 m z przeszkodami | Ruth Jebet       | Bahrajn           | 8:52,78  | Paryż          | 27 sierpnia |
| Rzut młotem                   | Anita Włodarczyk | Polska            | 82,98    | Warszawa       | 28 sierpnia |

### Rekordy kontynentów

#### Afryka

##### Hala

###### Mężczyźni
| Konkurencja    | Zawodnik          | Reprezentacja | Rezultat | Miejsce   | Data      |
| -------------- | ----------------- | ------------- | -------- | --------- | --------- |
| Bieg na 500 m  | Onkabetse Nkobolo | Botswana      | 1:00,71  | Sztokholm | 17 lutego |
| Bieg na 1000 m | Ayanleh Souleiman | Dżibuti       | 2:14,20  | Sztokholm | 17 lutego |

###### Kobiety
| Konkurencja  | Zawodnik       | Reprezentacja | Rezultat | Miejsce   | Data      |
| ------------ | -------------- | ------------- | -------- | --------- | --------- |
| Bieg na milę | Genzebe Dibaba | Etiopia       | 4:13,31  | Sztokholm | 17 lutego |

##### Stadion

###### Mężczyźni
| Konkurencja   | Zawodnik          | Reprezentacja     | Rezultat  | Miejsce        | Data           |
| ------------- | ----------------- | ----------------- | --------- | -------------- | -------------- |
| Bieg na 300 m | Wayde van Niekerk | Południowa Afryka | 31,03     | Kingston       | 11 czerwca     |
| Bieg na 400 m | Wayde van Niekerk | Południowa Afryka | 43,03     | Rio de Janeiro | 14 sierpnia    |
| Bieg na 600 m | David Rudisha     | Kenia             | 1:13,10   | Birmingham     | 5 czerwca      |
| Dziesięciobój | Larbi Bouraada    | Algieria          | 8521 pkt. | Rio de Janeiro | 17-18 sierpnia |

###### Kobiety
| Konkurencja                   | Zawodnik        | Reprezentacja            | Rezultat | Miejsce        | Data        |
| ----------------------------- | --------------- | ------------------------ | -------- | -------------- | ----------- |
| Bieg na 100 m                 | Murielle Ahouré | Wybrzeże Kości Słoniowej | 10,78    | Montverde      | 11 czerwca  |
| Bieg na milę                  | Genzebe Dibaba  | Etiopia                  | 4:14,30  | Rovereto       | 6 września  |
| Bieg na 10 000 m              | Almaz Ayana     | Etiopia                  | 29:17,45 | Rio de Janeiro | 12 sierpnia |
| Bieg na 3000 m z przeszkodami | Hyvin Jepkemoi  | Kenia                    | 9:00,01  | Eugene         | 28 maja     |

#### Ameryka Południowa

##### Hala

###### Mężczyźni
| Konkurencja   | Zawodnik    | Reprezentacja | Rezultat | Miejsce | Data      |
| ------------- | ----------- | ------------- | -------- | ------- | --------- |
| Skok o tyczce | Thiago Braz | Brazylia      | 5,93     | Berlin  | 13 lutego |

###### Kobiety
| Konkurencja  | Zawodnik         | Reprezentacja | Rezultat  | Miejsce | Data        |
| ------------ | ---------------- | ------------- | --------- | ------- | ----------- |
| Bieg na 60 m | Rosângela Santos | Brazylia      | 7,17      | Berlin  | 13 lutego   |
| Trójskok     | Yulimar Rojas    | Wenezuela     | 14,69     | Madryt  | 23 stycznia |
| Pięciobój    | Vanessa Spínola  | Brazylia      | 4292 pkt. | Tallinn | 14 lutego   |

##### Stadion

###### Mężczyźni
| Konkurencja   | Zawodnik        | Reprezentacja | Rezultat | Miejsce        | Data        |
| ------------- | --------------- | ------------- | -------- | -------------- | ----------- |
| Chód na 50 km | Andrés Chocho   | Ekwador       | 3:42:57  | Ciudad Juárez  | 6 marca     |
| Skok o tyczce | Thiago Braz     | Brazylia      | 6,03     | Rio de Janeiro | 15 sierpnia |
| Rzut młotem   | Wagner Domingos | Brazylia      | 78,63    | Celje          | 19 czerwca  |

###### Kobiety
| Konkurencja                   | Zawodnik                 | Reprezentacja | Rezultat  | Miejsce               | Data          |
| ----------------------------- | ------------------------ | ------------- | --------- | --------------------- | ------------- |
| Półmaraton                    | Gladys Tejeda            | Peru          | 1:10:14   | Cardiff               | 26 marca      |
| Bieg na 3000 m z przeszkodami | Juliana Paula dos Santos | Brazylia      | 9:38,63   | Praga                 | 6 czerwca     |
| Chód na 20 km                 | Erica de Sena            | Brazylia      | 1:28:22   | Dudince               | 19 marca      |
| Skok o tyczce                 | Fabiana Murer            | Brazylia      | 4,87      | São Bernardo do Campo | 3 lipca       |
| Rzut oszczepem                | Flor Ruíz                | Kolumbia      | 63,84     | Cali                  | 25 czerwca    |
| Siedmiobój                    | Evelys Aguilar           | Kolumbia      | 6270 pkt. | Cali                  | 25-26 czerwca |

#### Ameryka Północna

##### Hala

###### Mężczyźni
| Konkurencja  | Zawodnik       | Reprezentacja | Rezultat | Miejsce | Data      |
| ------------ | -------------- | ------------- | -------- | ------- | --------- |
| Rzut dyskiem | Fedrick Dacres | Jamajka       | 63,40    | Berlin  | 13 lutego |

###### Kobiety
| Konkurencja    | Zawodnik              | Reprezentacja     | Rezultat  | Miejsce   | Data      |
| -------------- | --------------------- | ----------------- | --------- | --------- | --------- |
| Skok o tyczce  | Jennifer Suhr         | Stany Zjednoczone | 5,03      | Brockport | 23 lutego |
| Pchnięcie kulą | Michelle Carter       | Stany Zjednoczone | 20,21     | Portland  | 19 marca  |
| Pięciobój      | Brianne Theisen-Eaton | Kanada            | 4881 pkt. | Portland  | 18 marca  |

##### Stadion

###### Mężczyźni
| Konkurencja | Zawodnik | Reprezentacja | Rezultat | Miejsce | Data |
| ----------- | -------- | ------------- | -------- | ------- | ---- |

###### Kobiety
| Konkurencja                   | Zawodnik        | Reprezentacja     | Rezultat | Miejsce        | Data        |
| ----------------------------- | --------------- | ----------------- | -------- | -------------- | ----------- |
| Bieg na 10 000 m              | Molly Huddle    | Stany Zjednoczone | 30:13,17 | Rio de Janeiro | 12 sierpnia |
| Bieg na 100 m przez płotki    | Kendra Harrison | Stany Zjednoczone | 12,20    | Londyn         | 22 lipca    |
| Bieg na 3000 m z przeszkodami | Emma Coburn     | Stany Zjednoczone | 9:10,76  | Eugene         | 28 maja     |
| Skok o tyczce                 | Sandi Morris    | Stany Zjednoczone | 5,00     | Bruksela       | 9 września  |

#### Australia i Oceania

##### Hala

###### Mężczyźni
| Konkurencja    | Zawodnik         | Reprezentacja | Rezultat | Miejsce   | Data      |
| -------------- | ---------------- | ------------- | -------- | --------- | --------- |
| Bieg na milę   | Nick Willis      | Nowa Zelandia | 3:51,06  | Nowy Jork | 20 lutego |
| Skok w dal     | Fabrice Lapierre | Australia     | 8,25     | Portland  | 20 marca  |
| Pchnięcie kulą | Tomas Walsh      | Nowa Zelandia | 21,78    | Portland  | 18 marca  |

###### Kobiety
| Konkurencja    | Zawodnik       | Reprezentacja | Rezultat | Miejsce | Data      |
| -------------- | -------------- | ------------- | -------- | ------- | --------- |
| Bieg na 1500 m | Melissa Duncan | Australia     | 4:06,93  | Boston  | 14 lutego |

##### Stadion

###### Mężczyźni
| Konkurencja    | Zawodnik    | Reprezentacja | Rezultat | Miejsce | Data       |
| -------------- | ----------- | ------------- | -------- | ------- | ---------- |
| Pchnięcie kulą | Tomas Walsh | Nowa Zelandia | 22,21    | Zagrzeb | 5 września |

###### Kobiety
| Konkurencja                   | Zawodnik         | Reprezentacja | Rezultat | Miejsce        | Data        |
| ----------------------------- | ---------------- | ------------- | -------- | -------------- | ----------- |
| Bieg na 3000 m z przeszkodami | Genevieve LaCaze | Australia     | 9:14,28  | Paryż          | 27 sierpnia |
| Skok o tyczce                 | Alana Boyd       | Australia     | 4,81     | Sunshine Coast | 2 lipca     |
| Skok w dal                    | Brooke Stratton  | Australia     | 7,05     | Perth          | 12 marca    |

#### Azja

##### Hala

###### Mężczyźni
| Konkurencja   | Zawodnik          | Reprezentacja | Rezultat | Miejsce   | Data      |
| ------------- | ----------------- | ------------- | -------- | --------- | --------- |
| Bieg na 60 m  | Su Bingtian       | Chiny         | 6,50     | Portland  | 18 marca  |
| Bieg na 500 m | Abd al-Ilah Harun | Katar         | 59,83    | Sztokholm | 17 lutego |
| Trójskok      | Dong Bin          | Chiny         | 17,41    | Nankin    | 29 lutego |

###### Kobiety
| Konkurencja        | Zawodnik                                                          | Reprezentacja | Rezultat | Miejsce  | Data      |
| ------------------ | ----------------------------------------------------------------- | ------------- | -------- | -------- | --------- |
| Bieg na 400 m      | Kemi Adekoya                                                      | Bahrajn       | 51,45    | Portland | 19 marca  |
| Skok o tyczce      | Li Ling                                                           | Chiny         | 4,70     | Doha     | 19 lutego |
| Sztafeta 4 × 400 m | Salwa Eid Naser Luwaseun Yusuf Jamal Iman Isa Jassim Kemi Adekoya | Bahrajn       | 3:35,07  | Doha     | 21 lutego |

##### Stadion

###### Mężczyźni
| Konkurencja        | Zawodnik                                                    | Reprezentacja | Rezultat | Miejsce        | Data        |
| ------------------ | ----------------------------------------------------------- | ------------- | -------- | -------------- | ----------- |
| Bieg na 100 m      | Femi Ogunode                                                | Katar         | 9,91     | Gainesville    | 22 kwietnia |
| Sztafeta 4 × 100 m | Ryōta Yamagata Shōta Iizuka Yoshihide Kiryū Asuka Cambridge | Japonia       | 37,60    | Rio de Janeiro | 19 sierpnia |

###### Kobiety
| Konkurencja                   | Zawodnik   | Reprezentacja | Rezultat | Miejsce | Data        |
| ----------------------------- | ---------- | ------------- | -------- | ------- | ----------- |
| Bieg na 3000 m z przeszkodami | Ruth Jebet | Bahrajn       | 8:52,78  | Paryż   | 27 sierpnia |

#### Europa

##### Hala

###### Mężczyźni
| Konkurencja | Zawodnik | Reprezentacja | Rezultat | Miejsce | Data |
| ----------- | -------- | ------------- | -------- | ------- | ---- |

###### Kobiety
| Konkurencja | Zawodnik | Reprezentacja | Rezultat | Miejsce | Data |
| ----------- | -------- | ------------- | -------- | ------- | ---- |

##### Stadion

###### Mężczyźni
| Konkurencja   | Zawodnik           | Reprezentacja | Rezultat | Miejsce   | Data      |
| ------------- | ------------------ | ------------- | -------- | --------- | --------- |
| Bieg na 100 m | Jimmy Vicaut       | Francja       | 9,86     | Montreuil | 7 czerwca |
| Maraton       | Kaan Kigen Özbilen | Turcja        | 2:06:10  | Seul      | 20 marca  |

###### Kobiety
| Konkurencja | Zawodnik         | Reprezentacja | Rezultat | Miejsce  | Data        |
| ----------- | ---------------- | ------------- | -------- | -------- | ----------- |
| Rzut młotem | Anita Włodarczyk | Polska        | 82,98    | Warszawa | 28 sierpnia |

## Tabele światowe

### Sezon halowy

#### Mężczyźni
| Konkurencja               | Rezultat   | Zawodnik                                                                                |
| ------------------------- | ---------- | --------------------------------------------------------------------------------------- |
| Bieg na 60 m              | 6,44       | Asafa Powell                                                                            |
| Bieg na 200 m             | 20,43      | Christophe Lemaitre                                                                     |
| Bieg na 400 m             | 45,20      | Bralon Taplin                                                                           |
| Bieg na 800 m             | 1:45,63    | Adam Kszczot                                                                            |
| Bieg na 1000 m            | 2:14,20    | Ayanleh Souleiman                                                                       |
| Bieg na 1500 m            | 3:34,94    | Abdalaati Iguider                                                                       |
| Bieg na milę              | 3:50,63    | Matthew Centrowitz                                                                      |
| Bieg na 3000 m            | 7:38,03    | Dejen Gebremeskel                                                                       |
| Bieg na 5000 m            | 13:35,86OT | Edward Cheserek                                                                         |
| Bieg na 60 m przez płotki | 7,41       | Dimitri Bascou                                                                          |
| Sztafeta 4 × 400 m        | 3:02,45    | Stany Zjednoczone · Kyle Clemons · Calvin Smith · Christopher Giesting · Vernon Norwood |
| Chód na 5000 m            | 18:44,32   | Christopher Linke                                                                       |
| Skok wzwyż                | 2,38       | Gianmarco Tamberi                                                                       |
| Skok o tyczce             | 6,03       | Renaud Lavillenie                                                                       |
| Skok w dal                | 8,41       | Marquis Dendy                                                                           |
| Trójskok                  | 17,41      | Dong Bin                                                                                |
| Pchnięcie kulą            | 21,78      | Tomas Walsh                                                                             |
| Rzut ciężarkiem           | 23,96      | Colin Dunbar                                                                            |
| Siedmiobój                | 6470 pkt.  | Ashton Eaton                                                                            |

#### Kobiety
| Konkurencja               | Rezultat  | Zawodniczka                                                                            |
| ------------------------- | --------- | -------------------------------------------------------------------------------------- |
| Bieg na 60 m              | 7,00      | Dafne Schippers Barbara Pierre                                                         |
| Bieg na 200 m             | 22,45     | Felicia Brown                                                                          |
| Bieg na 400 m             | 50,69     | Courtney Okolo                                                                         |
| Bieg na 800 m             | 2:00,01   | Francine Niyonsaba                                                                     |
| Bieg na 1000 m            | 2:39,22   | Renata Pliś                                                                            |
| Bieg na 1500 m            | 3:56,46+  | Genzebe Dibaba                                                                         |
| Bieg na milę              | 4:13,31   | Genzebe Dibaba                                                                         |
| Bieg na 3000 m            | 8:22,50   | Genzebe Dibaba                                                                         |
| Bieg na 5000 m            | 14:57,18  | Betsy Saina                                                                            |
| Bieg na 60 m przez płotki | 7,76      | Brianna Rollins                                                                        |
| Sztafeta 4 × 400 m        | 3:29,34   | Stany Zjednoczone · Natasha Hastings · Quanera Hayes · Courtney Okolo · Ashley Spencer |
| Chód na 3000 m            | 12:20,77  | Brigita Virbalytė-Dimšienė                                                             |
| Skok wzwyż                | 1,99      | Vashti Cunningham                                                                      |
| Skok o tyczce             | 5,03      | Jennifer Suhr                                                                          |
| Skok w dal                | 7,22      | Brittney Reese                                                                         |
| Trójskok                  | 14,69     | Yulimar Rojas                                                                          |
| Pchnięcie kulą            | 20,21     | Michelle Carter                                                                        |
| Rzut ciężarkiem           | 24,51     | Gwen Berry                                                                             |
| Pięciobój                 | 4881 pkt. | Brianne Theisen-Eaton                                                                  |

### Sezon letni

#### Mężczyźni
| Konkurencja                   | Rezultat  | Zawodnik              |
| ----------------------------- | --------- | --------------------- |
| Bieg na 100 m                 | 9,80      | Justin Gatlin         |
| Bieg na 200 m                 | 19,74     | LaShawn Merritt       |
| Bieg na 400 m                 | 43,03     | Wayde van Niekerk     |
| Bieg na 800 m                 | 1:42,15   | David Rudisha         |
| Bieg na 1000 m                | 2:13,49   | Ayanleh Souleiman     |
| Bieg na 1500 m                | 3:29,33   | Asbel Kiprop          |
| Bieg na milę                  | 3:51,48   | Asbel Kiprop          |
| Bieg na 3000 m                | 7:28,19   | Yomif Kejelcha        |
| Bieg na 5000 m                | 12:59,29  | Mohamed Farah         |
| Bieg na 10 000 m              | 26:51,11  | Yigrem Demelash       |
| Bieg na 10 km                 | 27:15     | James Ndirangu Mwangi |
| Półmaraton                    | 58:44     | Solomon Kirwa Yego    |
| Maraton                       | 2:03:03   | Kenenisa Bekele       |
| Bieg na 3000 m z przeszkodami | 8:00,12   | Conseslus Kipruto     |
| Bieg na 110 m przez płotki    | 12,98     | Omar McLeod           |
| Bieg na 400 m przez płotki    | 47,73     | Kerron Clement        |
| Chód na 20 km                 | 1:18:26   | Eiki Takahashi        |
| Chód na 50 km                 | 3:34:38   | Yohann Diniz          |
| Skok wzwyż                    | 2,40      | Mutazz Isa Barszim    |
| Skok o tyczce                 | 6,03      | Thiago Braz da Silva  |
| Skok w dal                    | 8,58      | Jarrion Lawson        |
| Trójskok                      | 17,86     | Christian Taylor      |
| Pchnięcie kulą                | 22,52     | Ryan Crouser          |
| Rzut dyskiem                  | 68,72     | Daniel Ståhl          |
| Rzut młotem                   | 82,47     | Paweł Fajdek          |
| Rzut oszczepem                | 91,28     | Thomas Röhler         |
| Dziesięciobój                 | 8893 pkt. | Ashton Eaton          |

#### Kobiety
| Konkurencja                   | Rezultat  | Zawodniczka              |
| ----------------------------- | --------- | ------------------------ |
| Bieg na 100 m                 | 10,70     | Elaine Thompson          |
| Bieg na 200 m                 | 21,78     | Elaine Thompson          |
| Bieg na 400 m                 | 49,44     | Shaunae Miller-Uibo      |
| Bieg na 800 m                 | 1:55,28   | Caster Semenya           |
| Bieg na 1000 m                | 2:34,84   | Angelika Cichocka        |
| Bieg na 1500 m                | 3:55,22   | Laura Muir               |
| Bieg na milę                  | 4:14,30   | Genzebe Dibaba           |
| Bieg na 3000 m                | 8:23,11   | Almaz Ayana              |
| Bieg na 5000 m                | 14:12,59  | Almaz Ayana              |
| Bieg na 10 000 m              | 29:17,45  | Almaz Ayana              |
| Bieg na 10 km                 | 30:24     | Violah Jepchumba         |
| Półmaraton                    | 1:05:51   | Violah Jepchumba         |
| Maraton                       | 2:19:41   | Tirfi Tsegaye            |
| Bieg na 3000 m z przeszkodami | 8:52,78   | Ruth Jebet               |
| Bieg na 100 m przez płotki    | 12,20     | Kendra Harrison          |
| Bieg na 400 m przez płotki    | 52,88     | Dalilah Muhammad         |
| Chód na 20 km                 | 1:26:17   | María Guadalupe González |
| Skok wzwyż                    | 2,01      | Chaunté Lowe             |
| Skok o tyczce                 | 5,00      | Sandi Morris             |
| Skok w dal                    | 7,31      | Brittney Reese           |
| Trójskok                      | 15,17     | Caterine Ibargüen        |
| Pchnięcie kulą                | 20,63     | Michelle Carter          |
| Rzut dyskiem                  | 70,88     | Sandra Perković          |
| Rzut młotem                   | 82,98     | Anita Włodarczyk         |
| Rzut oszczepem                | 67,11     | Maria Andrejczyk         |
| Siedmiobój                    | 6810 pkt. | Nafissatou Thiam         |

## Nagrody

### Mężczyźni
| Plebiscyt                           | Zwycięzca         |
| ----------------------------------- | ----------------- |
| IAAF World Athlete of the Year      | Usain Bolt        |
| Track & Field Athlete of the Year   | Wayde van Niekerk |
| European Athlete of the Year Trophy | Mo Farah          |
| European Athletics Rising Star      | Max Heß           |

### Kobiety
| Plebiscyt                           | Zwycięzca        |
| ----------------------------------- | ---------------- |
| IAAF World Athlete of the Year      | Almaz Ayana      |
| Track & Field Athlete of the Year   | Anita Włodarczyk |
| European Athlete of the Year Trophy | Ruth Beitia      |
| European Athletics Rising Star      | Nafissatou Thiam |

## Zgony
| Imię i nazwisko   | Wiek | Data śmierci        | Źródło |
| ----------------- | ---- | ------------------- | ------ |
| John Disley       | 87   | 8 lutego(dts) br    | [ 28 ] |
| Jurij Dumczew     | 57   | 10 lutego(dts) br   | [ 29 ] |
| Iolanda Balaș     | 79   | 11 marca(dts) br    | [ 30 ] |
| Edmund Piątkowski | 80   | 28 marca(dts) br    | [ 31 ] |
| Carlo Monti       | 96   | 7 kwietnia(dts) br  | [ 32 ] |
| Ferenc Paragi     | 62   | 21 kwietnia(dts) br | [ 33 ] |
| Judy Canty        | 84   | 9 lipca(dts) br     | [ 34 ] |
| Walerij Abramow   | 60   | 14 września(dts) br | [ 35 ] |
| Miruts Yifter     | 72   | 22 grudnia(dts) br  | [ 36 ] |

## Koniec kariery
| Imię i nazwisko | Wiek | Źródło |
| --------------- | ---- | ------ |